# Somerset (Ohio)
Somerset és una població dels Estats Units a l'estat d'Ohio. Segons el cens del 2000 tenia 1.549 habitants.

## Demografia
Segons el cens del 2000, Somerset tenia 1.549 habitants, 613 habitatges, i 381 famílies. La densitat de població era de 511,2 habitants per km².
Dels 613 habitatges en un 31,5% hi vivien nens de menys de 18 anys, en un 47,3% hi vivien parelles casades, en un 10,8% dones solteres, i en un 37,8% no eren unitats familiars. En el 34,6% dels habitatges hi vivien persones soles el 18,9% de les quals corresponia a persones de 65 anys o més que vivien soles. El nombre mitjà de persones vivint en cada habitatge era de 2,37 i el nombre mitjà de persones que vivien en cada família era de 3,05.
Per edats la població es repartia de la següent manera: un 25,7% tenia menys de 18 anys, un 6,8% entre 18 i 24, un 26,8% entre 25 i 44, un 19,6% de 45 a 60 i un 21,1% 65 anys o més.
L'edat mediana era de 39 anys. Per cada 100 dones de 18 o més anys hi havia 76,8 homes.
La renda mediana per habitatge era de 29.844 $ i la renda mediana per família de 39.231 $. Els homes tenien una renda mediana de 30.994 $ mentre que les dones 21.364 $. La renda per capita de la població era de 14.209 $. Aproximadament el 6,4% de les famílies i el 12,8% de la població estaven per davall del llindar de pobresa.

## Poblacions més properes
El següent diagrama mostra les poblacions més properes.